# Polomí
Polomí (en allemand : Polom) est une commune du district de Prostějov, dans la région d'Olomouc, en République tchèque. Sa population s'élevait à 138 habitants en 2023.

## Géographie
Polomí se trouve à 7 km au nord-est de Konice, à 22 km au nord-ouest de Prostějov, à 23 km à l'ouest-nord-ouest d'Olomouc et à 187 km à l'est-sud-est de Prague.
La commune est limitée par Luká au nord, par Bohuslavice au nord-est, à l'est et au sud, par Hačky au sud, et par Hvozd à l'ouest.

## Histoire
La première mention écrite de la localité date de 1301.

## Transports
Par la route, Polomí se trouve à 25 km de Prostějov, à 27 km d'Olomouc et à 240 km de Prague.